# Ousipalia caesula
Ousipalia caesula är en skalbaggsart som först beskrevs av Wilhelm Ferdinand Erichson 1839.  Ousipalia caesula ingår i släktet Ousipalia, och familjen kortvingar. Arten är reproducerande i Sverige.